# Indigestie
Indigestie is een storing van de spijsvertering als gevolg van overlading van de maag. Het wordt vaak veroorzaakt door te snel te eten. Vooral vette spijzen veroorzaken dan indigestie.

## Oorzaken
- Buitensporige zuuraccumulatie in de maag
- Overconsumptie van alcohol
- Overeten
- Een haarbal als gevolg van Trichofagie

## Symptomen
De symptomen van indigestie zijn als volgt:
- Pijn of een brandend gevoel in het bovenste deel van de maag
- Misselijkheid
- Opgeblazen gevoel
- Soms ongecontroleerd boeren
- Maagzuur
- Koortsig gevoel
- Een bittere smaak in de mond van maagzuur dat in de slokdarm is gekomen
- Gerommel in de maag
- Gevoel van volheid na het eten
- Een gevoel dat iets blijft steken in de slokdarm
- Pijn en een ongemakkelijk gevoel midden op de borst
- Plotselinge rillingen, lijkend op die gevoeld bij koorts

## Behandeling
- Maagzuurremmers die het maagzuur neutraliseren, die tijdelijke verlichting geven
- Maagzuurremmers vier uur voor training
- Rust
- Verandering van activiteit
- Capsules met spijsverteringsenzymen
- Als de symptomen blijven, onmiddellijke raadpleging van een arts om ergere aandoeningen of ziekten uit te sluiten
- Veel water drinken